# Frieda Zerny
Frieda Zerny, geb. Frieda Zimmer, verh. Frieda Hallwachs, (* 7. Dezember 1864; † 5. März 1917 in Kassel) war eine deutsche Sängerin (Mezzosopran).

## Leben
Frieda Zerny war eine Tochter von Heinrich Benjamin Zimmer und Friederike Zimmer, geb. Müller. Ihre musische Begabung wurde früh erkannt und so kam sie in die Ausbildung zu Julius Stockhausen. Sie nahm den Künstlernamen Frieda Zerny an und trat als Mezzosopranistin an verschiedenen deutschen Bühnen auf. Unter anderem interpretierte sie die Lieder von Hugo Wolf, mit dem sie eng befreundet war.
Im Mai 1901 heiratete Frieda Zerny den Musiker Karl Hallwachs (1870–1959).